# Művelet
A művelet a matematikában általában speciális függvényt jelent, mely esetében adott halmaz néhány eleméhez (azaz elemek rendezett véges sorozataihoz) rendelünk ugyanebbe a halmazba eső elemeket. Nemcsak a matematika, de az informatika és más tudományágak is építenek erre a fogalomra, a műveletfogalommal magával azonban a matematika algebra nevű ága foglalkozik, mely utóbbit úgy is meghatározhatnánk, mint a műveletek elméleti, matematikai vizsgálatát, tudományát.
Általában a „művelet” szóval rokon értelemben (néha azonban tágabb vagy részlegesebb fogalmat jelölve) használjuk az összekapcsolás és az operáció vagy operátor szavakat is.

## Belső művelet
Amikor a hétköznapi életben matematikai műveletről beszélünk, általában ezt a fogalmat, a belső művelet fogalmát értjük alatta (különösen pedig a kétváltozós belső műveletét).
Definíció. Legyen adott az A halmaz. Az A halmazon értelmezett – avagy az A halmaz feletti – belső (vagy homogén) n-változós (vagy n-áris, n∈ℕ+) műveleten egy
leképezést értünk; ahol {\displaystyle {\mbox{ }}_{A^{n}\ :=\ {\begin{matrix}\underbrace {{\mbox{ }}_{A\times A\times ...\times A}} \\{\mbox{ }}_{\mbox{n-szer}}\end{matrix}}}}, vagyis az A halmaz önmagával vett n-szeres Descartes-szorzata.
A definícióba tehát beleértjük, hogy a művelet mint függvény értelmezési tartománya An (D(μ) = An), azaz mindegyik x∈An elem-n-esre értelmezve kell hogy legyen a μ(x) függvényérték.
A „belső” jelzőt azért kell alkalmazni, mert léteznek „külső” műveletek is. Ha félreértés veszélye nem fenyeget, „művelet”-en általában belső műveletet értünk, és a „belső” jelzőt elhagyjuk.
Legyen a1, a2, …, an∈A, ekkor a
μ(a1, a2, …, an) = an+1 esetén az a1, a2, …, an elemeket a μ művelet argumentumainak vagy operandus(z)ainak (tényezők, tagok, koordináták) nevezzük; míg magát az an+1∈A elemet a μ művelet ezen argumentumokon vett eredményének, vagy értékének.
A művelet neveként alkalmazott szimbólumot (itt: μ) műveleti jelnek (vagy, inkább az informatikában, mint a matematikában) operátornak is nevezzük (az „operátor” szó a matematikában mást is jelenthet, ld. operátor (matematika)).
Az A halmazon értelmezett n-változós műveletek halmaza épp az {\displaystyle A^{A^{n}}} hatványhalmaz.

### Speciális esetek

#### Egyváltozós művelet
Egyváltozós avagy unáris művelet egy A1 → A, tehát egy, az A-n értelmezett egyváltozós A → A függvény.
A hétköznapi élet és az elemi matematika köréből ismert legfontosabb példák és ellenpéldák:
- Az ellentettképzés az egész számok között, vagyis amikor egy egész számból képezzük az ellentettjét, a számot -1-gyel szorozva. Ez egy e(z): ℤ → ℤ; e(z) := -z egyváltozós függvény.
- Minden nem nulla t(∈ℚ\{0}) törtszám esetében képezni tudjuk a t reciprokát, azaz az 1/t számot. Tehát a r(t): ℚ\{0} → ℚ\{0}; r(t):=1/t előírással értelmezett reciprok-függvény egyváltozós művelet. Az s(t): ℚ → ℚ; s(t):=1/t előírással értelmezett függvény viszont nem egyváltozós művelet ℚ-n, mivel a 0-hoz nem tud semmit sem rendelni, 0-ra nincs értelmezve!

Továbbá:
- Mátrix transzponálása.
- Invertálható mátrix invertálása. Az invertálás a reciprok-függvényhez hasonlóan a nem invertálható mátrixokra nincs értelmezve.

#### Kétváltozós művelet
A „matematikai művelet” fogalmának leggyakrabban előforduló típusa a kétváltozós/bináris (avagy binér) belső művelet, röviden kétváltozós művelet.
Kétváltozós avagy bináris művelet egy A2 → A alakú függvény, azaz az A-n értelmezett kétváltozós A×A → A alakú függvény.
A hétköznapi élet és az elemi matematika köréből ismert legfontosabb példák és ellenpéldák:
- az összeadás, a kivonás és a szorzás az egész számok között, vagyis amikor két egész számból képezzük az a+b összeget vagy az a-b különbséget. Ezek a +(z, y): ℤ×ℤ → ℤ; +(z,y) := z+y , illetve a -(z, y): ℤ×ℤ → ℤ; -(z,y) := z-y, illetve a ·(z, y): ℤ×ℤ → ℤ; ·(z,y) := z·y kétváltozós függvények.
- Az osztás viszont nem művelet sem az egész, de még a racionális számok körében sem. A nem nulla racionális számok körében viszont művelet.

#### Háromváltozós művelet
Háromváltozós avagy ternáris művelet egy A3 → A alakú függvény, azaz az A-n értelmezett háromváltozós A×A×A↦A alakú függvény. Ritkábban ugyan, de ezek is fontosak a matematikában.
- Könnyű háromváltozós műveletet kétváltozós művelet segítségével definiálni, például +(a,b,c): ℤ×ℤ×ℤ↦ℤ; +(a,b,c) = (a+b)+c,
- μ(a,b,c): ℤ×ℤ×ℤ↦ℤ; μ(a,b,c) = „az argumentumok közül a nem-szigorú értelemben véve legkisebb” (minimumképzés).

### Asszociált reláció
Ha a μ: An → A n-változós művelet, értelmezhető hozzá a ρμ n+1-változós reláció a következőképp: ha a1, a2, …, an∈A, akkor legyen
tehát ha μ művelet az első n db. elemet a b = an+1∈A elemre képezi.
Ez esetben ρ-t a μ művelet asszociáltjának nevezzük; illetve fordítva is; összességében, a relációt és a műveletet is egymás asszociáltjának mondjuk és a következő jelöléseket alkalmazzuk:
Megjegyzés: halmazelméleti szempontból a művelet is függvény, tehát reláció. A relációfogalom halmazelméleti felépítését elfogadva, egy művelet és asszociált relációja teljességgel azonos, csupán ugyanannak a fogalomnak kétféle (egy „operatív” és egy „predikatív”) jelöléséről van szó.

### Belső műveletek írásmódjai
Többféle megállapodás, hagyomány alakult ki a matematikában az idők során az n-változós belső műveletek jelölésére (a prefix, infix, index stb. írásmódok). Ezeket a műveleti jel szócikkben, illetve saját szócikkeikben tárgyaljuk.

## Külső művelet
Legyen adott két diszjunkt halmaz, az O (ún. operátortartomány) és az A (alaphalmaz); tehát O∩A = ∅. Az A halmazon értelmezett – avagy az A halmaz feletti – n-változós (vagy n-áris, n∈ℕ+) külső (vagy inhomogén) műveleten egy
leképezést értünk; ahol {\displaystyle {\mbox{ }}_{O^{n}\ :=\ {\begin{matrix}\underbrace {{\mbox{ }}_{O\times O\times ...\times O}} \\{\mbox{ }}_{\mbox{n-szer}}\end{matrix}}}}.
Az O halmaz elemeit operátoroknak szokás nevezni. Legyen ω1, ω2, …, ωn∈O és a∈A, ekkor a b =μ(ω1, ω2, …, ωn,a)∈A elemet a μ külső művelet eredményének nevezzük.
A „külső” jelzőt azért kell alkalmazni, mert léteznek belső műveletek is, sőt általában csak az utóbbiakat nevezzük egyszerűen „művelet”-nek. Az operátortartomány elemeit gyakran – hagyományosan – görög kisbetűkkel jelölik.
Az A halmazon értelmezett n-változós külső műveletek halmaza épp az {\displaystyle A^{O^{n}\times A}} halmaz (ld. halmaz hatványa).

### Speciális esetek

#### Nullváltozós külső művelet
Nullváltozós avagy nulláris (külső) művelet egy μ: O0×A↦A függvény. Mivel általában az B0 := ∅ és az ∅×B = B×∅ = B megállapodással szoktunk élni (tetszőleges B halmaz esetén), nulláris művelet egy ∅×A↦A, azaz egy A↦A egyváltozós függvény; ami semmi más, mint egy egyváltozós belső művelet. Ezt szokás egyetlen A-beli a elemmel azonosítani.

#### Egyváltozós külső művelet
Egyváltozós avagy unáris külső művelet egy O1×A↦A, tehát egy, O×A↦A alakú függvény.
Ez a fogalom központi fontosságú a lineáris algebra felépítésében (ld. modulus, vektortér).
- Legismertebb példa külső műveletre a vektorok szorzása skalárral. Legyen V az euklideszi tér sík- vagy a térvektorainak halmaza, ℝ pedig a valós számok halmaza. Értelmezhető az ismert módokon (ld. vektor) a vektorok számmal (skalárral) való szorzása, a v∈V vektor α∈ℝ skalárral való szorzatát („α-szorosra nyújtás”) αv-vel jelöljük; így egy s: ℝ×V→V; s(α, v) = αv V-feletti egyváltozós külső művelet, melynek operátortartománya a valós számok ℝ halmaza.

### Külső művelethez asszociált belső művelet
Legyen adott a diszjunkt O operátortartomány és A alaphalmaz felett értelmezett μ: (On×A)→A n-változós külső művelet. Ekkor tekintve a rögzített ω = (o1, o2, …, on)∈On elemet, értelmezhető a következő egyváltozós művelet:
Tehát minden ω∈On és minden μ külső művelet esetén értelmezhető egy belső művelet A-n, melynek eredménye ugyanaz, mint ha eme elem koordinátáival a külső műveletet hajtanánk végre.

## Struktúra
Egy adott A halmazon gyakran többféle művelet értelmezhető. A halmaz és a műveletek rendszere matematikai struktúrát alkot.